# Monte Cairo
Il monte Cairo (1.668,8 m s.l.m.) è una montagna situata nel Lazio (provincia di Frosinone), la cui  vetta si trova nella parte meridionale del comune di Terelle.

## Caratteristiche
È l'antico  Mons Clarius, denominato così perché, anticamente, vi sorgeva un tempio dedicato ad Apollo (Clarius) dove oggi sorge l'abbazia di Montecassino. Costituisce la vetta principale del massiccio del Monte Cairo, gruppo indipendente da altre catene montuose che si estende per circa 16–18 km dall'alta valle del Melfa alla strada Roma-Napoli.
La struttura geologica è di origina calcarea risalente al periodo giurassico e cretaceo. Le cime dei monti sono molto brulle, in contrasto ai fianchi parzialmente boscosi. A quota 1300 m ed a ovest di Monte Cairo sorge il rifugio Pozzacone, struttura di proprietà del Comune di Colle San Magno, in fase di ristrutturazione ma già ospitale e funzionante, con un punto ricovero sempre aperto. Ottimo punto di appoggio per la vetta di monte Cairo. Nella ascesa da Terelle, si incontra il rifugio forestale, in fase di ristrutturazione.

## Ascensione
Si può salire sulla vetta con un percorso escursionistico di circa 4 ore attraverso faggete ed un altipiano con pozzi di neve.
Dalla vetta è possibile ammirare il panorama sull'Appennino marsicano, le Mainarde, la Meta, il Matese, il mare fino a Gaeta, le isole Pontine ed il Vesuvio, oltre al monte Cesima (rilievo nei pressi di Mignano Monte Lungo), il monte Camino (dove fu disputata la battaglia de La Defensa) e il monte Maggiore. In basso a sud-est il panorama offre la veduta dell'abbazia di Montecassino.